# Protapanteles albicoxus
Protapanteles albicoxus är en stekelart som först beskrevs av Austin och Paul C. Dangerfield 1992.  Protapanteles albicoxus ingår i släktet Protapanteles och familjen bracksteklar. Inga underarter finns listade i Catalogue of Life.